# Bistum San
Das Bistum San (lat.: Dioecesis Sanensis) ist eine in Mali gelegene römisch-katholische Diözese mit Sitz in San.

## Geschichte
Das Bistum San wurde am 10. April 1962 durch Papst Johannes XXIII. aus Gebietsabtretungen des Bistums Nouna als Mission sui juris San errichtet. Die Mission sui juris San wurde am 29. September 1964 durch Papst Paul VI. mit der Apostolischen Konstitution Qui benignissimo zum Bistum erhoben und dem Erzbistum Bamako als Suffraganbistum unterstellt.

## Ordinarien

### Superiore von San
- Joseph Paul Barnabé Perrot MAfr, 1962–1964

### Bischöfe von San
- Joseph Paul Barnabé Perrot MAfr, 1964–1987
- Jean-Gabriel Diarra, 1987–2019
- Hassa Florent Koné seit 2021